# Luciano Borgognoni
Luciano Borgognoni (Gallarate, 12 de octubre de 1951-Gallarate, 2 de agosto de 2014) fue un deportista italiano que compitió en ciclismo en las modalidades de pista y ruta.
En pista obtuvo una medalla de oro en el Campeonato Mundial de Ciclismo en Pista de 1971, en la prueba de persecución por equipos. En carretera obtuvo la victoria en dos etapas del Giro de Italia 1977.
Participó en los Juegos Olímpicos de Múnich 1972, ocupando el quinto lugar en la disciplina de persecición individual y el noveno lugar en persecución por equipos.

## Medallero internacional
| Campeonato Mundial | Campeonato Mundial | Campeonato Mundial | Campeonato Mundial          |
| Año                | Lugar              | Medalla            | Competición                 |
| ------------------ | ------------------ | ------------------ | --------------------------- |
| 1971               | Varese (Italia)    | Medalla de oro     | Persecución por equipos (A) |